# Gymnospermium microrrhynchum
Gymnospermium microrrhynchum là một loài thực vật có hoa trong họ Hoàng mộc. Loài này được (S.Moore) Takht. mô tả khoa học đầu tiên năm 1970.